# Pronoides brunneus
Espèce
Synonymes
- Wixia minuta Saito, 1939

Pronoides brunneus est une espèce d'araignées aranéomorphes de la famille des Araneidae.

## Distribution
Cette espèce se rencontre en Chine, en Corée du Sud, au Japon et en Russie dans le Sud de l'Extrême-Orient russe,.

## Publication originale
- Schenkel, 1936 : Schwedisch-chinesische wissenschaftliche Expedition nach den nordwestlichen Provinzen Chinas, unter Leitung von Dr Sven Hedin und Prof. Sü Ping-chang. Araneae gesammelt vom schwedischen Artz der Exped. Arkiv för Zoologi, sér. A, vol. 29, no 1, p. 1-314.